# Округ Марион (Тенеси)
Округ Марион (енгл. Marion County) је округ у америчкој савезној држави Тенеси.

## Демографија
По попису из 2010. године број становника је 28.237, што је 461 (1,7%) становника више него 2000. године.
| Група             | 2000.          | 2010.          |
| Белци             | 26.089 (93,9%) | 26.328 (93,2%) |
| Афроамериканци    | 1.149 (4,1%)   | 1.012 (3,6%)   |
| Азијати           | 58 (0,2%)      | 111 (0,4%)     |
| Хиспаноамериканци | 202 (0,7%)     | 361 (1,3%)     |
| Укупно            | 27.776         | 28.237         |